# Joachim Wedell-Neergaard
Joachim baron Wedell-Neergaard, født Wedell-Wedellsborg (11. januar 1862 i Næstved – 4. januar 1926 på Svenstrup) var en dansk diplomat og godsejer.

## Virke
Joachim Wedell-Wedellsborg var søn af ritmester, baron Gustav Wedell-Wedellsborg (1829-1903) og Louise E.H. Bruun (de) Neergaard (1837-1864), der var datter af Joachim Bruun de Neergaard. Han blev student 1881, blev cand.polit. 1886 og arbejdede dernæst i udenrigstjenesten og var stationeret både hjemme og i udlandet. Han blev 1888 volontør i Udenrigsministeriet, 1889 attaché i Stockholm, samme år legationssekretær, 1890 tilbage i Udenrigsministeriet, 1892 fungerende legationssekretær i Berlin og samme år chargé d'affaires og senere legationssekretær (i Berlin) indtil 1894. 1896 blev han ekstraordinær legationssekretær i Sankt Petersborg ved zar Nikolaj II's kroning og 1906 overordentlig gesandt til notifikation af tronskiftet ved de mindre tyske hoffer.
Eftersom Joachim Bruun de Neergaards eneste søn, Vilhelm Bruun de Neergaard, ikke havde sønner, overtog Joachim Wedell-Wedellsborg i 1893 Svenstrup og ændrede derfor navn til Wedell-Neergaard. Han iværksatte med det samme betydelige byggeforetagender og forbedringer inden for godsets land- og skovbrug.

## Forstmand
Hans store interesse for skovbrug førte Wedell-Neergaard ind i Dansk Skovforenings arbejde, og han var foreningens formand 1906-16. Han var optaget af alle aspekter af godsejergerningen: Arbejderforhold, afsætningsforhold, majoratsgodsernes stilling ved overgangen til fri ejendom og ved oprettelsen af Dansk Skovforenings Tidsskrift 1916. I forlængelse af arbejdet i Dansk Skovforening skrev han flere artikler, bl.a. til jubilæumsbogen Dansk Skovforening 1888-1913. I tilslutning til lensafløsningen på Svenstrup sikrede han bevaring af adskillige smukke træer og trægrupper ved fredning. Han blev æresmedlem af Dansk Skovforening 1916 og af Svenska skogsvårdsföreningen 1919. I 1921 udgav han sammen med andre forfattere bogen Svenstrup. El sjællandsk Gods' Historie, hvor majoratsgodset Svenstrups historie belyses.
Derudover var Wedell-Neergaard bl.a. formand for Borup-Kimmerslev Sogneråd 1898-1908, medlem af Roskilde Amtsråd 1901-16 og direktør for Carlsen-Langes Legatstiftelse. Han var 1909-22 medlem af Toldrådet, 1920 af Skovlovkommissionen, næstformand for Arbejdsgivernes Ulykkesforsikring, formand for Gl. Roskilde Amts afdeling af Østifternes Haveselskab, medlem af bestyrelsesrådet i Kjøbenhavns Handelsbank og af bestyrelsesrådet for Det Kongelige Danske Landhusholdningsselskab.
Han blev hofjægermester 1897, kammerherre 1914, Ridder af Dannebrog 1896, Dannebrogsmand 1918 og Kommandør af 2. grad 1924. Han bar en lang række udenlandske ordener.

## Familie
Wedell-Neergaard blev gift 21. juli 1896 på Lystrup med komtesse Henny Caroline Julie Moltke (29. marts 1873 på Lystrup – 2. september 1954 på Egholm), datter af kammerherre, greve Christian Moltke (1833-1918) og komtesse Caroline A. Danneskiold-Samsøe (1843-1876). Børn:
1. Else Louise Thalia baronesse Wedell-Neergaard (10. juni 1897 på Svenstrup – 20. august 1961 på Strandegård), gift med baron Tage Reedtz-Thott
2. Christian baron Wedell-Neergaard (1899-1949)

Han er begravet på Borup Kirkegård.
Han er gengivet i portrætmalerier af P.S. Krøyer 1905 og af Heinrich Dohm (forhen Arbejdsgivernes Ulykkesforsikring). Fotografi af Julie Laurberg.